# Suède au Concours Eurovision de la chanson 1972
La Suède a participé au Concours Eurovision de la chanson 1972 le 25 mars à Édimbourg, en Écosse (Royaume-Uni). C'est la 13e participation de la Suède au Concours Eurovision de la chanson.
Le pays est représenté par Family Four et la chanson Härliga sommardag, sélectionnés par Sveriges Radio (SR) au moyen du Melodifestivalen 1972.

## Sélection

### Melodifestivalen 1972
Le radiodiffuseur suédois, Sveriges Radio, organise la 12e édition du Melodifestivalen, pour sélectionner la chanson et l'artiste représentant la Suède au Concours Eurovision de la chanson 1972,,.
La finale nationale suédoise, présentée par Gunilla Marcus (sv), a lieu le 12 février 1972 au Cirkusteatern à Stockholm.

#### Finale
Dix chansons ont été interprétées par différents artistes, toutes en suédois, langue nationale de la Suède.
| Ordre | Artiste            | Chanson                         | Traduction                             | Points | Place |
| ----- | ------------------ | ------------------------------- | -------------------------------------- | ------ | ----- |
| 1     | Östen Warnerbring  | Så'n e' du, så'n e' jag         | Tel que tu es, tel que je suis         | 17     | 2     |
| 2     | Sylvia Vrethammar  | Din egen melodi                 | Ta propre mélodie                      | 1      | 10    |
| 3     | Cornelis Vreeswijk | Önskar du mej så önskar jag dej | Si tu me veux, alors je te le souhaite | 8      | 6     |
| 4     | Family Four        | Härliga sommardag               | Belle journée d'été                    | 24     | 1     |
| 5     | Kisa Magnusson     | Kär och sisådär                 | Amoureux et si-si                      | 9      | 5     |
| 6     | Lena Andersson     | Säg det med en sång             | Dis-le avec une chanson                | 12     | 3     |
| 7     | Björn Skifs        | Andra kan väl också se          | Les autres peuvent bien le voir        | 4      | 9     |
| 8     | Kjerstin Dellert   | Kärlek behöver inga ord         | L'amour n'a pas besoin de mots         | 10     | 4     |
| 9     | Tomas Ledin        | Då ska jag spela                | Alors je jouerai                       | 6      | 8     |
| 10    | Monica Zetterlund  | Krama mig och dansa             | Salue-moi et danse                     | 8      | 6     |

Lors de cette sélection, c'est la chanson Härliga sommardag interprétée par Family Four qui fut choisie,. Permettant aux Family Four d'être sélectionnés pour la seconde fois consécutive.
Le chef d'orchestre sélectionné pour la Suède à l'Eurovision 1972 est Mats Olsson (en).

## À l'Eurovision
Chaque pays a un jury de deux personnes. Chaque juré attribue entre 1 et 5 points à chaque chanson.

### Points attribués par la Suède
| 10 points | Autriche                            |
| 8 points  | Allemagne Italie Luxembourg         |
| 7 points  | Espagne Portugal                    |
| 6 points  | Pays-Bas Royaume-Uni                |
| 5 points  | Irlande                             |
| 4 points  | Finlande Norvège Suisse Yougoslavie |
| 3 points  | Malte Monaco                        |
| 2 points  | Belgique France                     |

### Points attribués à la Suède
| 10 points                                                                   | 9 points                      | 8 points                                  | 7 points                 | 6 points |
| --------------------------------------------------------------------------- | ----------------------------- | ----------------------------------------- | ------------------------ | -------- |
|                                                                             |                               |                                           | - Belgique - Yougoslavie |          |
| 5 points                                                                    | 4 points                      | 3 points                                  | 2 points                 |          |
| - Allemagne - Finlande - Irlande - Luxembourg - Monaco - Norvège - Pays-Bas | - Autriche - Malte - Portugal | - Espagne - France - Italie - Royaume-Uni | - Suisse                 |          |

Family Four interprète Härliga sommardag en quatorzième position lors de la soirée du concours, suivant la Yougoslavie et précédant Monaco.
Au terme du vote final, la Suède termine 13e sur les 18 pays participants, ayant reçu 75 points au total,.